# Leszczyniec (Góry Kaczawskie)
Leszczyniec (niem. Galgenberg, 604 m n.p.m.) – mało wybitny szczyt w Południowym Grzbiecie Gór Kaczawskich, między Ziemskim Kopczykiem a Straconką. Zbudowany jest ze skał metamorficznych – zieleńców, diabazów i łupków zieleńcowych należących do metamorfiku kaczawskiego. W większości porośnięty lasem świerkowym. Przechodzi przez niego szlak turystyczny z przełęczy Widok na Przełęcz Radomierską.